# Kathedrale von Oria

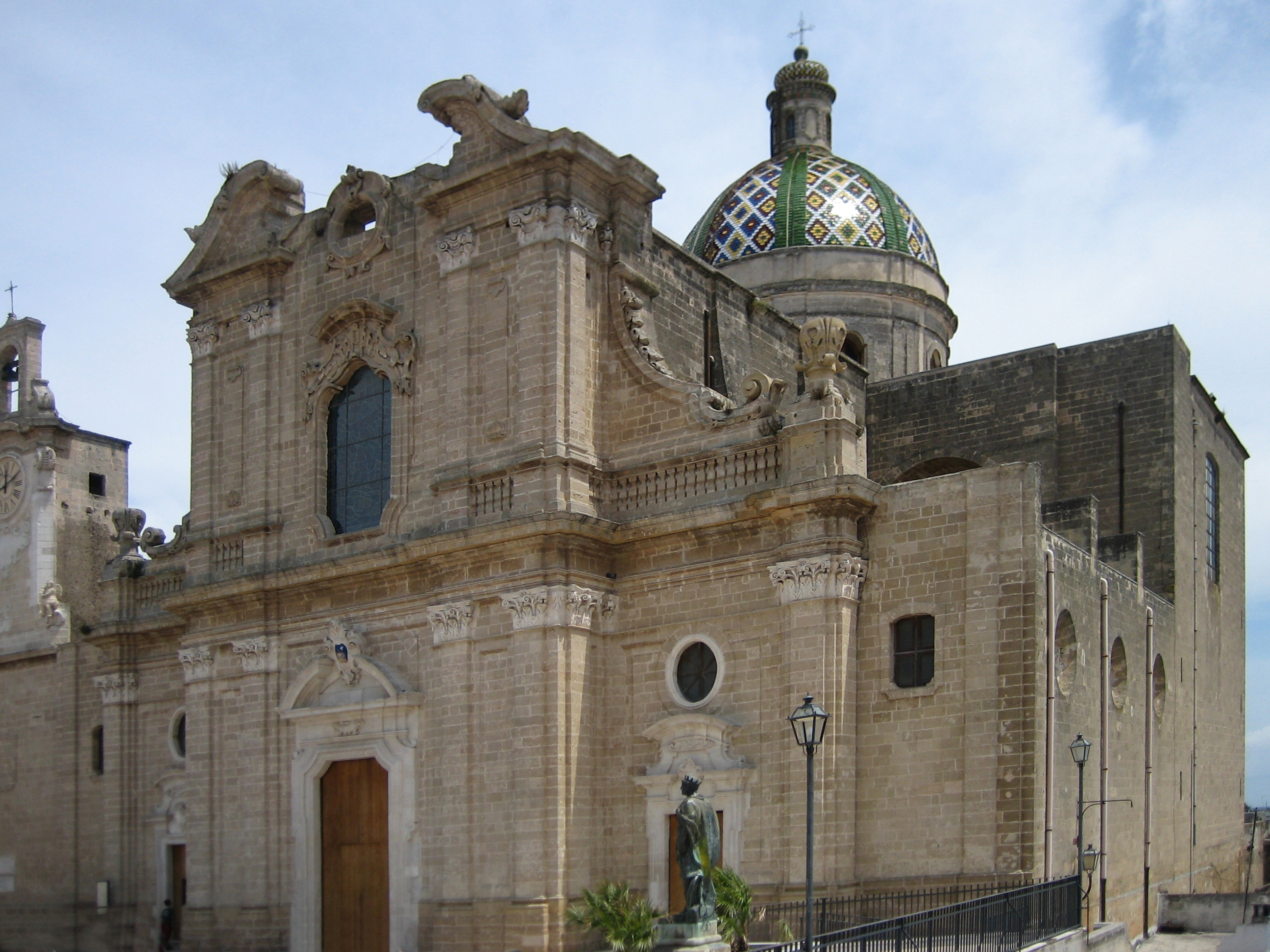
Kathedrale von Oria

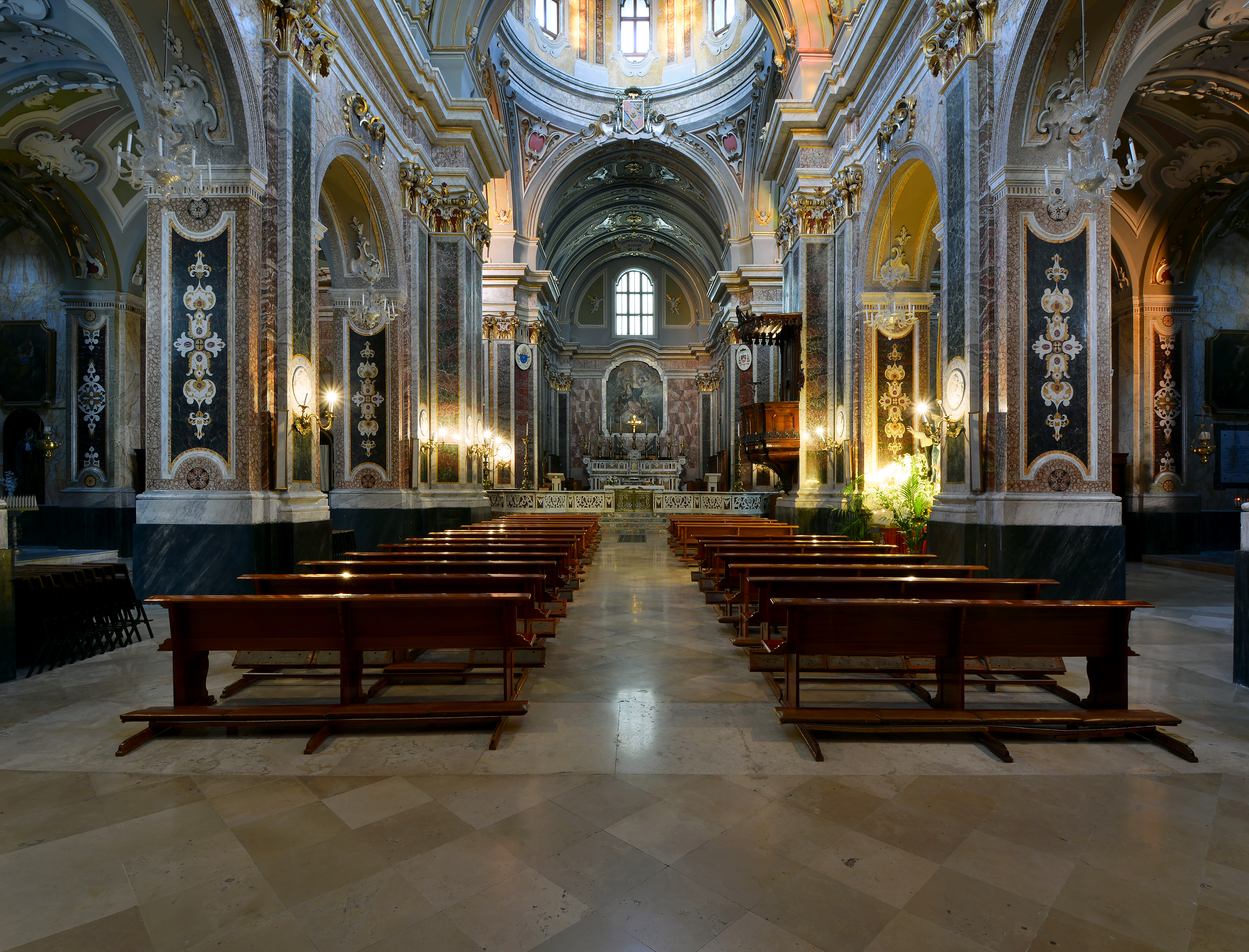
Innenraum

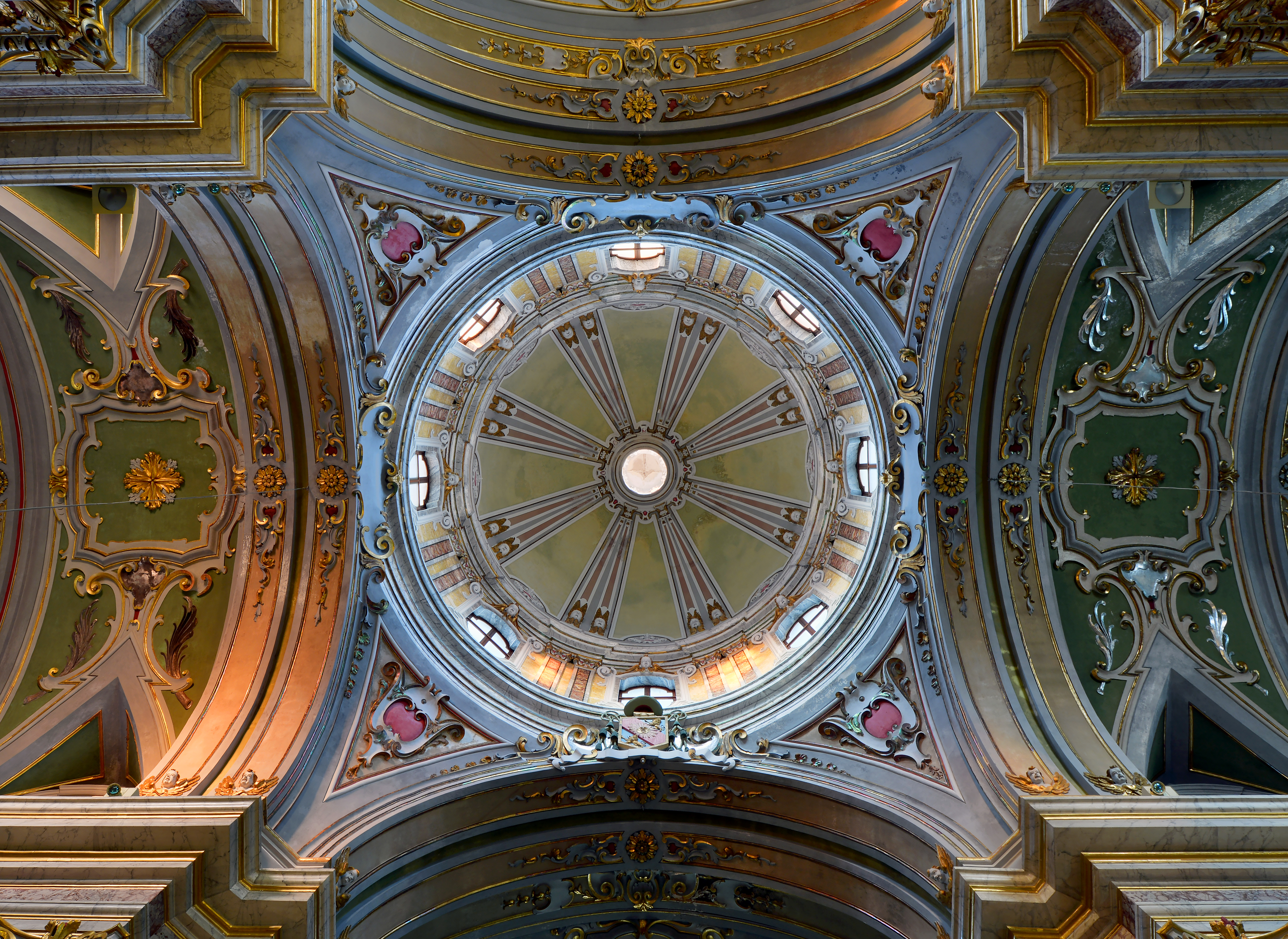
Innenansicht der Kuppel

Die Kathedrale von Oria oder die Kathedralbasilika Mariä Himmelfahrt (italienisch Basilica Cattedrale di Santa Maria Assunta) ist eine Kirche im süditalienischen Oria, Apulien. Die Kathedrale des gleichnamigen Bistums ist Mariä Aufnahme in den Himmel gewidmet und hat den Rang einer Basilica minor. Die barocke Kirche wurde Mitte des 18. Jahrhunderts errichtet.

## Geschichte
Im Jahr 1226 tauschte Erzbischof Peregrine I. das Land auf der Spitze der alten Zitadelle von Oria, auf dem die Kathedrale gebaut werden sollte, mit Kaiser Friedrich II. gegen das Gebiet, auf dem dieser die Burg errichten lassen wollte. Die damals gebaute romanische Kathedrale wurde später durch die Durchbrüche in den Umfassungsmauern für die neuen Barockkapellen geschwächt und dann durch das verheerende Erdbeben von 1743 schwer beschädigt. Im Jahr 1750 ließ Bischof Castrese Scaja das Bauwerk abreißen und begann mit dem barocken Neubau nach Plänen von Giustino Lombardi in Anlehnung an den Petersdom. Die neue Kathedrale wurde 1756 von Bischof De Los Rejes für den Gottesdienst geweiht. Sie erhielt 1992 von Papst Johannes Paul II. den Rang einer Basilica minor verliehen.

## Bauwerk
Die Kathedrale hat die Form einer dreischiffigen Basilika auf dem Grundriss eines lateinischen Kreuzes, die Seitenschiffe sind durch Rundbögen auf zwei Zwillingspfeiler abgeteilt, die die Gewölbe tragen. Das Querschiff ragt nicht über die Seitenschiffe hinaus, von denen drei Seitenkapellen abgehen. Der große rechteckige Chor wird von großen Kapellen flankiert. Die Vierungskuppel erhebt sich auf einem Tambour und ist außen mit polychromen Majolikakacheln verkleidet. Bei Restaurierungen wurden Krypten mit den Gräbern von Bischöfen und Beinhäuser entdeckt, heute ist hier das Dommuseum untergebracht. Die Fassade wurde aus dem regionalen Kalkstein errichtet und ist mit barocken Verzierungen gestaltet. Auf der linken Seite wurden der Uhrturm und dahinter der Glockenturm errichtet.

## Ausstattung
Zur Kirchenausstattung gehört der Altar aus mehrfarbigem Marmor mit dem großen Altarbild Mariä Himmelfahrt, das im Jahr 2005 anlässlich der Bischofswahl erstellt wurde. Die Kathedrale ist reich verziert durch wertvolle Stuckarbeiten und Statuen namhafter Künstler, wie z. B. die der Santi Medici aus venezianischer Schule. In der Kathedrale befinden sich die Reliquien des Barsanuphius von Palästina.